# Friends (canción de The Beach Boys)
«Friends» es una canción escrita por Brian Wilson, Carl Wilson, Dennis Wilson y Al Jardine, y grabada por su grupo The Beach Boys. La canción apareció en el álbum Friends de 1968. También fue publicada en sencillo, con el lado B "Little Bird". Este sencillo alcanzó el puesto n.º 47 en los Estados Unidos y n.º 25 en el Reino Unido. La canción fue grabada en marzo de 1968.
Se puede escuchar a alguien estornudando a los 2:01.

## Características
Brian dijo una vez: "«Friends» era, en mi opinión, un bueno modo de mantener al vals vivo". 
Esta canción suave, es un buen ejemplo de la era Beach Boys a finales de los años 1960 en la producción: si bien es mucho menos compleja de lo que musicalmente era "California Girls" o "Wouldn't It Be Nice", es una oda a la alegría de la amistad, habla de una serie de recuerdos entre dos amigos. Es una narración con un gran potencial de sensiblería, posee una melodía inusual, ya que utiliza un tempo de vals para llevar adelante las letras de una manera alegre. Precisamente dice Peter Reum, un historiador de The Beach Boys, que: "«Friends», es un vals, y ha sido usado en el Colegio musical Berklee para enseñar a estudiantes como escribir en el tempo 3/4".
Esta canción de The Beach Boys es un buen ejemplo de sunshine pop, con clavicordio, xilófono, cepillos utilizados en la batería, y el arreglo vocal, cada verso con una etiqueta a capella, algo ya icono del grupo. Sin embargo "Friends" estaba fuera de contacto con el público de compra y encontró poco apoyo como sencillo. A pesar de su falta inicial de éxito, "Friends" y el álbum bajo el mismo nombre se han convertido en importantes materiales discográficos del grupo. Incluso el líder de la banda, Brian Wilson ha afirmado que el álbum Friends se encuentra entre uno de sus favoritos, refiriéndose a él como algo que: "se puede escuchar en cualquier momento sin tener que entrar en un estado de ánimo".

## Publicaciones
"Friends" apareció primero en el álbum homónimo de 1968, fue compilada por primera vez en la versión británica de Best of The Beach Boys Vol. 3, como también Good Vibrations - Best of The Beach Boys de 1975, también en Sunshine Dream de 1982, también esta canción se encuentra en el disco 3 del box set Good Vibrations: Thirty Years of The Beach Boys de 1993, en The Greatest Hits - Volume 2: 20 More Good Vibrations de 1999, en el exitoso The Warmth of the Sun de 2007 (este álbum llegó a vender más de 50.000 copias) y en Platinum Collection: Sounds of Summer Edition de 2005.
Una versión a capella de "Friends" se editó como lado B del sencillo "Don't Fight the Sea".